# スティーヴン・クラズナー

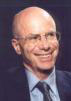
スティーヴン・クラズナー

スティーヴン・クラズナー（Stephen D. Krasner、1942年2月15日 - ）は、アメリカ合衆国の国際政治学者。スタンフォード大学政治学科教授。専攻は、政治学・国際政治経済学。

## 人物
ニューヨーク生まれ。コーネル大学卒業後、コロンビア大学で修士号、1972年にハーヴァード大学より博士号取得。ハーヴァード大学助教授、カリフォルニア大学ロサンゼルス校准教授を経て、1981年から現職。2001年から2002年まで国務省政策企画本部スタッフ、2005年2月4日から2007年4月20日まで国務省政策企画本部長を務めた。

## 国際レジーム論
1970年代から関心が寄せられていたレジーム論の集大成とも言える International Organization 誌の特集号（vol. 36, no. 2, 1982）を編集し、レジームの最大公約数的な定義を示したのがクラズナーであり、レジーム論に言及する際に必ずといっていいほど彼の定義が引用されている。それによれば、「レジーム」とは、「国際関係の特定の領域に関するアクターの複数の期待が収斂するところの黙示的または明示的な原則・規範・ルール・意思決定過程の集合」である。ここで言う「原則」とは事実と因果関係と正しさ (rectitude) についての信念のこと。
「規範」とは権利と義務に関して規定された行動のスタンダードのこと。「ルール」とは特定の規定または行動に対する諸規定のこと。「意思決定過程」とは集団的選択を決定し履行するための一般化している慣例のことである。この前2者の弱体化や変更はレジームそのものの変更を意味する。対して、後2者の変更はレジーム内部の調整に他ならない。これら4つが一貫性を失うとレジームが弱まるとされる。

## 著作

### 単著
- Defending the National Interest: Raw Materials Investments and U.S. Foreign Policy, (Princeton University Press, 1978).
- Structural Conflict: the Third World against Global Liberalism, (University of California Press, 1985).
- Asymmetries in Japanese-American Trade: the Case for Specific Reciprocity, (Institute of International Studies, University of California, Berkeley, 1987).

高中公男訳『日米経済摩擦の政治経済学』（時潮社, 1995年）
- Sovereignty: Organized Hypocrisy, (Princeton University Press, 1999).
- Power, the State, and Sovereignty: Essays on International Relations, (Routledge, 2009).

### 編著
- International Regimes, (Cornell University Press, 1983).

『国際レジーム』、河野勝監訳、勁草書房、2020年
- Problematic Sovereignty: Contested Rules and Political Possibilities, (Columbia University Press, 2001).

### 共編著
- Exploration and Contestation in the Study of World Politics, co-edited with Peter J. Katzenstein and Robert O. Keohane, (MIT Press, 1999).

## 日本語訳論文
- （松本邦彦訳）「〈主権国家〉制度論的分析の試み」『レヴァイアサン』3号（1988年）
- （河野勝訳）「グローバリゼーション論批判――主権概念の再検討」渡辺昭夫・土山實男編『グローバル・ガヴァナンス――政府なき秩序の模索』（東京大学出版会, 2001年）